# SN 2002hr
SN 2002hr – supernowa odkryta 1 listopada 2002 roku w galaktyce A033222-2741. W momencie odkrycia miała maksymalną jasność 23,50m.